# Uhlandstraße (metropolitana di Berlino)
La stazione di Uhlandstraße è una stazione della metropolitana di Berlino, capolinea della linea U1. Si situa a Charlottenburg, nel distretto di Charlottenburg-Wilmersdorf. La stazione si trova sotto la Kurfürstendamm all'incrocio con Uhlandstrasse.
È posta sotto tutela monumentale (Denkmalschutz).